# ماريو أباديا
ماريو ألبرتو أباديا لوبيز (بالإسبانية: Mario Alberto Abadía López)‏ (من مواليد 3 أبريل 1986) هو لاعب كرة قدم كولومبي يلعب كمهاجم في نادي بلاتينسي لكرة القدم في دوري هندوراس الوطني.

## وصلات خارجية
- ماريو أباديا على موقع قاعدة بيانات كرة القدم.إي يو (الإنجليزية)
- ماريو أباديا على موقع Soccerway.com (الإنجليزية)